# Artix Entertainment
Artix Entertainment, LLC é uma desenvolvedora e editora independente de jogos eletrônicos fundada por Adam Bohn (mais conhecido pelos jogadores por seu pseudônimo, Artix Krieger) em outubro de 2002. É mais conhecida por criar jogos de RPG baseados em navegador - incluindo AdventureQuest, DragonFable, MechQuest e AdventureQuest Worlds - usando Adobe Flash. A empresa lançou seu primeiro título para dispositivos iOS e Android em março de 2011 e atualmente está desenvolvendo seu primeiro jogo 3D, AdventureQuest 3D, usando o motor de jogo Unity.

## Principais Jogos

### AQWorlds[4]
É o principal jogo da empresa, lançado em 2008, existem 61 classes,e suas primárias são 4: Warrior, Mage, Rogue e Healer.
O objetivo principal deste RPG é derrotar todos os 13 Lordes do Caos, e o imperador mestre do caos, Drakath.
OBS : O nível máximo de AQWorlds é 100 (anteriormente, era 90). Nesse jogo, como em todos os jogos MMORPG , há upgrade.
Há também o modo para conseguir classes com reputações para conseguir novas classes como;
Arcangrove, Sandsea, Mythsong, ThunderForge, Etherstorm, DoomWood entre outras...

### Epic Duel[5]
Suas primeiras versões começaram a ser feitas em 2006 mas só foi lançado oficialmente pela companhia em fevereiro de 2009, O jogo se resume em lutar de PvP ou com NPCs(Non-player character). Nele, existem as classes, que são: Tech Mage (Mago Tecnólogico), Mercenary (Mercenário) e Bounty Hunter (Caçador de Recompensas), Blood Mage (Mago Sangrento), Tactical Mercenary (Mercenário Tático) e Cyber Hunter (Caçador Cibernético). Para as armas você precisa ter o dinheiro (Credits) ou o dinheiro de assinantes, o Varium. Você também pode completar as diversas missões que há no jogo para ganhar créditos, equipamentos e conquistas!

### DragonFable[6]
O jogo interage com dragões, monstros. Existem funcionários da empresa que participam desse jogo. O jogo foi lançado em Outubro de 2005. Até agora, cinco sagas já foram lançadas.

### AdventureQuest[7]
O primeiro jogo da empresa é um dos mais amplos, pois personagens que participam de todos os jogos (até mesmo Rhubarb, treinador dos Piratas) aparecem no contexto. O jogo conta com mais de vinte classes, como: Paladin, Rogue, Warrior, Mage, , Pirate, Ninja, Berserker, Guardian, entre outras.

### Mech Quest[8]
Mech Quest é um jogo RPG de robôs gigantes que lutam contra forças alienígenas com vários tipos de armas como misseis,lasers e etc.

### HeroSmash[9]
HeroSmash foi um jogo de MMORPG da Artix Entertainment, que foi descontinuado em 2015. Funcionava via o motor do antigo e extinto Flash Player. No antigo jogo online os jogadores poderiam comprar poderes, armaduras, espadas e etc. No nível 5 é possível voar, O personagem pode fazer também quests (missões) onde podem ganhar reputações chamadas de Good ou Evil (bom e mal) e ouros.
Também em 2015 e adiante, A empresa lançou varios jogos para android e iOS que nos quais são: Adventure Quest Dragons, Battle Gems, Bio Beasts e a Open Beta do MMORPG AQ3D.

### Adventure Quest 3D[10]
AQ3D ou apenas Adventure Quest 3D é um jogo de MMORPG criado pela AE ou Artix Entertainment. Será uma continuação de seu antigo jogo "AQW Ou Adventure Quest World" agora com sistema de gráficos tridimensionais. O jogo segue a mesma base de outros jogos RPG da Artix, com a mesma ambientação em LORE. Possui equipamentos como armaduras, armas, sistemas de quests, classes e entre outras coisas. O jogo foi lançado em 19 de outubro de 2016 e está em acesso antecipado com o desenvolvimento aberto para os jogadores.